# Fires of Faith
Fires of Faith è un film muto del 1919 diretto da Edward José che fu girato con la cooperazione dell'Esercito della Salvezza; l'associazione ricevette per questo venticinquemila dollari lordi degli incassi del film. Prodotto dalla Famous Players-Lasky Corporation, il film aveva come interpreti Catherine Calvert, Eugene O'Brien, Rubye De Remer, Helen Dunbar, Theodore Roberts, Clarence Geldart e Charles Ogle nel ruolo di William Booth, il fondatore dell'Esercito della Salvezza.

## Trama

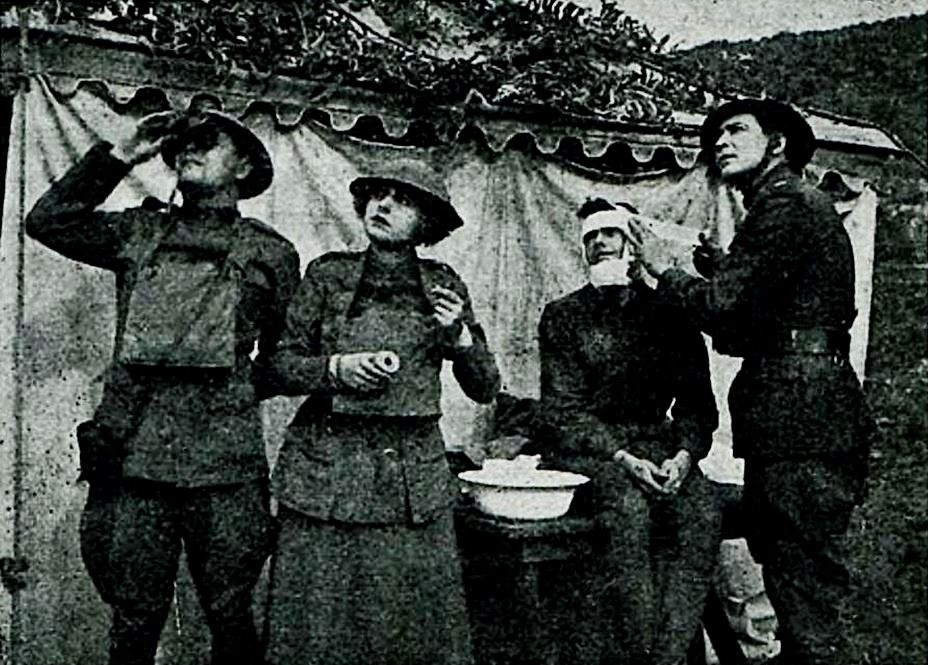
Un fotogramma del film

Nella fattoria della signora Traverse dove Elizabeth vive, la giovane viene violentata da Mark Southard, il manager dell'azienda agricola. L'uomo, in seguito, muore precipitando con la sua automobile da una scogliera. Elizabeth, piena di vergogna per ciò che le è successo, se ne va via per andare a New York. Harry Hammond, il fidanzato di Agnes, la figlia della signora Traverse, considera con sufficienza l'interesse delle due donne per l'Esercito della Salvezza, ma si ricrede quando viene a conoscenza della storia dell'istituzione. A New York, Harry - che corre in aiuto di Elizabeth vittima di un'aggressione - è picchiato e messo su un mercantile diretto in Europa. Elizabeth, dal canto suo, si riprende in un locale dell'Esercito della Salvezza che si prende cura di lei. Qualche tempo dopo, sia lei che Agnes, entrambe entrate nei ranghi dell'Esercito - si recano in Francia dove infuria la guerra. Harry, che si è arruolato in aviazione, rimane ferito in un'esplosione e viene curato da Elizabeth. La ragazza si innamora, rendendosi però subito conto che il suo è un amore senza speranza. Così, dopo l'armistizio, sposa Luke Barlow, un agricoltore da sempre innamorato di lei, mentre Harry sposa Agnes.

## Produzione
Il film fu prodotto dalla Famous Players-Lasky Corporation. Nel film, nel ruolo di sé stessa, appare anche Evangeline Booth, comandante generale dell'Esercito della Salvezza.

## Distribuzione
Distribuito dalla Famous Players-Lasky Corporation e dalla Paramount Pictures e presentato da Jesse L. Lasky, il film uscì in prima all'Harris Theatre di New York il 5 maggio 1919 e fu proiettato anche a Poughkeepsie prima di uscire nelle sale il 3 agosto 1919. Adolph Zukor e Jesse L. Lask concordarono di dare tutti i proventi ricavati dalla prima a New York all'Esercito della Salvezza.
Non si conoscono copie ancora esistenti della pellicola che viene considerata presumibilmente perduta.